# Eriskircher Ried
Eriskircher Ried este o arie protejată (sit de importanță comunitară — SCI, arie de protecție specială avifaunistică — SPA) din Germania întinsă pe o suprafață de 603,52 ha, integral pe uscat.

## Localizare
Centrul sitului Eriskircher Ried este situat la coordonatele 47°37′46″N 9°30′54″E / 47.6294°N 9.515°E.

## Înființare
Situl Eriskircher Ried a fost declarat arie de protecție specială avifaunistică în martie 2001 pentru a proteja 34 de specii de animale. Situl a fost protejat și ca sit de importanță comunitară în martie 2001.

## Biodiversitate
Situată în ecoregiunea continentală, aria protejată nu include niciun habitat protejat.
La baza desemnării sitului se află mai multe specii protejate de  păsări (34): lăcar mare (Acrocephalus arundinaceus), pescăruș albastru (Alcedo atthis), rață lingurar (Anas clypeata), rață mică (Anas crecca crecca), rață cârâitoare (Anas querquedula), Anas strepera strepera, rață-cu-cap-castaniu (Aythya ferina), rața moțată (Aythya fuligula), Bucephala clangula, fugaci de țărm (Calidris alpina), fugaci mic (Calidris minuta), chirighiță neagră (Chlidonias niger), prepeliță (Coturnix coturnix), lebădă de iarnă (Cygnus cygnus), ciocănitoare neagră (Dryocopus martius), egretă albă (Egretta alba), șoimul rândunelelor (Falco subbuteo), becațină comună (Gallinago gallinago), capîntortură (Jynx torquilla), sfrâncioc mare (Lanius excubitor excubitor), Mergus merganser merganser, gaia neagră (Milvus migrans), rață cu ciuf (Netta rufina), Numenius arquata arquata, Nycticorax nycticorax nycticorax, cormoran mare (Phalacrocorax carbo carbo), ciocănitoare verzuie (Picus canus), Podiceps cristatus cristatus, Podiceps nigricollis nigricollis, Rallus aquaticus aquaticus, mărăcinar negru (Saxicola torquatus), chiră de baltă (Sterna hirundo), Tachybaptus ruficollis ruficollis, nagâț (Vanellus vanellus)